# 大港 (柔佛)
大港（馬來語：或称金馬士峇魯）是柔佛州昔加末县的一座城鎮，位柔佛州及森美蘭州邊界。由於城鎮毗鄰金馬士，大港與金馬士使用相同郵政編號（73400） 。

## 歷史
第二次世界大戰期間，日軍曾在格門切大橋（Gemencheh Bridge）與澳軍發生衝突 。
現今，一座紀念陣亡澳大利亞軍兵的紀念碑樹立在位於聯邦一號公路旁的格門切大橋舊址。

## 設施

### 商業
- BHPetrol

### 教育
- 大港華小

### 宗教
- 塔曼武吉冷登清真寺（Masjid Taman Bukit Lentang）

## 交通
- 駕車駛經聯邦1號公路到達。